# Danh sách trường đại học tại Thành phố Hồ Chí Minh
Đại học, trường đại học, học viện và viện hàn lâm đều là các cơ sở giáo dục bậc cao, mang tính mở, đào tạo bậc đại học và sau đại học. Danh tiếng của trường phụ thuộc vào chất lượng giảng dạy, nghiên cứu khoa học, tầm ảnh hưởng và chất lượng sinh viên đầu ra.
Việt Nam có đại học từ năm 1076 (Quốc Tử Giám), nhưng đại học hiện đại đầu tiên là Viện Đại học Đông Dương (1907). Việt Nam hiện phát triển nhất mô hình một trường đại học chuyên ngành hoặc đa ngành. Mô hình đại học đa thành viên, với sự kết hợp của nhiều trường đại học thành viên hiện chiếm thiểu số rất nhỏ. Đối với các trường đại học công lập có hai cơ chế hoạt động chính đó là nhà nước kiểm soát và tự chủ, trong đó các khía cạnh tự chủ đại học bao gồm tự chủ về học thuật, tự chủ về tổ chức nhân sự và tự chủ về tài chính.
Học viện hay viện hàn lâm là mô hình giáo dục ra đời sau này, chú trọng hơn về nghiên cứu. Viện hàn lâm là một tổ chức uy tín, tập hợp những cá nhân xuất sắc trong một lĩnh vực cụ thể, có nhiệm vụ thúc đẩy nghiên cứu, trao đổi kiến thức và tư vấn cho chính phủ hoặc các tổ chức khác về các vấn đề chuyên môn, chỉ đào tạo bậc sau đại học. Giá trị văn bằng được cấp bởi đại học và học viện là tương đương nhau.

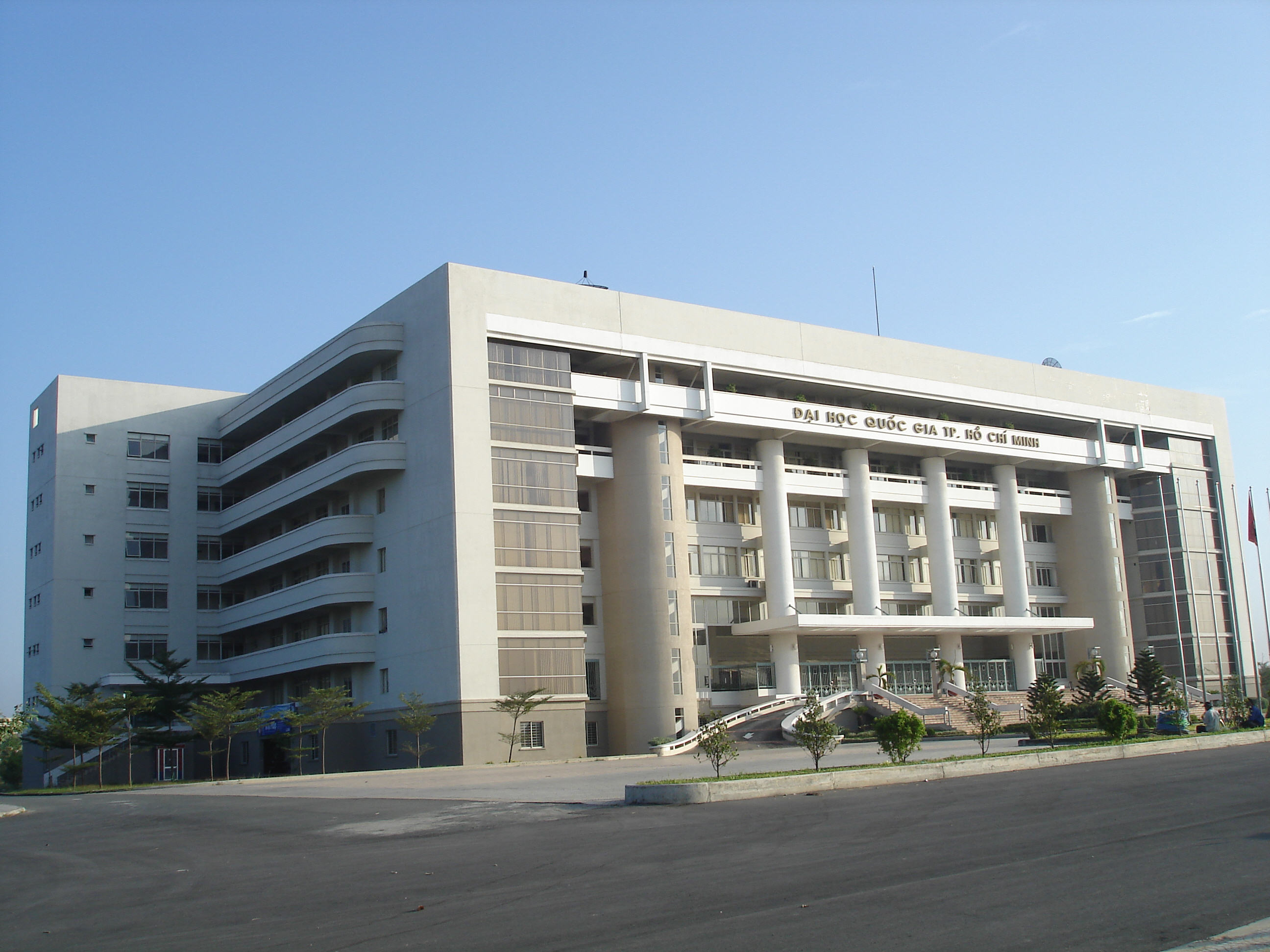
Đại học Quốc gia Thành phố Hồ Chí Minh

## Danh sách các đại học[1]
Hiện nay, ở Thành phố Hồ Chí Minh có 2 đại học là Đại học Quốc gia Thành phố Hồ Chí Minh và Đại học Kinh tế Thành phố Hồ Chí Minh. Cả 2 đại học đều đào tạo đa ngành và đã tự chủ tài chính.
| STT | Tên đại học                            | Tên viết tắt | Mã tuyển sinh | Thành lập | Trụ sở  | Website |
| --- | -------------------------------------- | ------------ | ------------- | --------- | ------- | ------- |
| 1   | Đại học Quốc gia Thành phố Hồ Chí Minh | VNU-HCM      |               | 1995      | Thủ Đức |         |
| 2   | Đại học Kinh tế Thành phố Hồ Chí Minh  | UEH          | KSA           | 1976      | Quận 3  |         |

## Danh sách các trường đại học công lập
| STT | Tên trường đại học                                       | Tên viết tắt | Mã tuyển sinh | Nhóm ngành đào tạo                                                   | Thành lập | Trụ sở            | Cơ sở                                                                                  | Website                                               | Tự chủ tài chính |
| --- | -------------------------------------------------------- | ------------ | ------------- | -------------------------------------------------------------------- | --------- | ----------------- | -------------------------------------------------------------------------------------- | ----------------------------------------------------- | ---------------- |
| 1   | Trường Đại học An ninh nhân dân                          | T47/T04      | ANS           | An ninh                                                              | 1963      | Thành phố Thủ Đức |                                                                                        | Lưu trữ ngày 28 tháng 12 năm 2022 tại Wayback Machine |                  |
| 2   | Trường Đại học Bách khoa (ĐHQG TP.HCM)                   | HCMUT        | QSB           | Khoa học Kỹ thuật và Quản lý Công nghiệp                             | 1957      | Quận 10           | TP. Dĩ An, TP. Bến Tre                                                                 |                                                       | ✓                |
| 3   | Trường Đại học Cảnh sát nhân dân                         | T48/T05      | CCS           | An ninh                                                              | 1976      | Quận 7            |                                                                                        |                                                       | ✓                |
| 4   | Trường Đại học Công nghiệp TP.HCM                        | IUH          | IUH           | Đa ngành (Thế mạnh về Kinh tế Công nghiệp và Kỹ thuật Công nghiệp)   | 1957      | Quận Gò Vấp       | TP. Quảng Ngãi, TP. Thanh Hóa                                                          |                                                       | ✓                |
| 5   | Trường Đại học Công nghệ Thông tin (ĐHQG TP.HCM)         | UIT          | QSC           | Máy tính và Công nghệ thông tin                                      | 2006      | TP. Thủ Đức       |                                                                                        |                                                       | ✓                |
| 6   | Trường Đại học Công Thương TP.HCM                        | HUIT         | DCT           | Đa ngành (Thế mạnh về Khoa học và Công nghệ Thực phẩm)               | 1982      | Quận Tân Phú      |                                                                                        |                                                       | ✓                |
| 7   | Trường Đại học Giao thông Vận tải TP.HCM                 | UTH          | GTS           | Giao thông vận tải và Kỹ thuật                                       | 2001      | Quận Bình Thạnh   | Quận Bình Thạnh, TP. Thủ Đức, Quận 12, TP. Vũng Tàu                                    | Lưu trữ ngày 13 tháng 7 năm 2019 tại Wayback Machine  |                  |
| 8   | Trường Đại học Giao thông Vận tải - Phân hiệu TP.HCM     | UTC2         | GSA           | Giao thông vận tải và Kỹ thuật                                       | 1990      | TP. Thủ Đức       |                                                                                        |                                                       |                  |
| 9   | Trường Đại học Khoa học Tự nhiên (ĐHQG TP.HCM)           | HCMUS        | QST           | Khoa học tự nhiên và Công nghệ                                       | 1947      | Quận 5            | TP. Bến Tre, TP. Thủ Đức                                                               |                                                       | ✓                |
| 10  | Trường Đại học Khoa học Xã hội và Nhân văn (ĐHQG TP.HCM) | HCMUSSH      | QSX           | Khoa học Xã hội, Ngoại ngữ, Văn hóa và Báo chí                       | 1955      | Quận 1            | TP. Bến Tre, TP. Thủ Đức                                                               |                                                       | ✓                |
| 11  | Trường Đại học Kinh tế – Luật (ĐHQG TP.HCM)              | HCMUEL       | QSK           | Kinh tế, Luật và Kinh doanh Quản lý                                  | 2000      | TP. Thủ Đức       | Quận 1                                                                                 |                                                       | ✓                |
| 12  | Trường Đại học Kiến trúc TP.HCM                          | UAH          | KTS           | Xây dựng và Thiết kế                                                 | 1926      | Quận 3            | TP. Cần Thơ, TP. Đà Lạt, TP. Thủ Đức                                                   |                                                       |                  |
| 13  | Trường Đại học Lao động – Xã hội (Cơ sở 2)               | ULSA2        | DLS           | Kinh tế và Công tác xã hội                                           | 1976      | Quận 12           |                                                                                        |                                                       |                  |
| 14  | Trường Đại học Luật TP.HCM                               | ULAW         | LPS           | Luật, Hành chính và Quản lý                                          | 1987      | Quận 4            | TP. Thủ Đức, TP. Nha Trang, TP. Đà Lạt                                                 |                                                       | ✓                |
| 15  | Trường Đại học Mở TP.HCM                                 | OU           | MBS           | Đa ngành                                                             | 1990      | Quận 1            | Quận 3, Huyện Nhà Bè, TP. Biên Hòa, TP. Thủ Dầu Một, TX. Ninh Hòa                      |                                                       | ✓                |
| 16  | Trường Đại học Mỹ thuật TP.HCM                           | MT           | MTS           | Mỹ thuật và Thiết kế                                                 | 1954      | Quận Bình Thạnh   |                                                                                        |                                                       |                  |
| 17  | Trường Đại học Ngoại thương (Cơ sở 2)                    | FTU2         | NTS           | Kinh tế quốc tế và Tài chính                                         | 1993      | Quận Bình Thạnh   |                                                                                        |                                                       | ✓                |
| 18  | Trường Đại học Ngân hàng TP.HCM                          | HUB          | NHS           | Tài chính, Ngân hàng và Kinh doanh Quản lý                           | 1976      | Quận 1            | TP. Thủ Đức                                                                            |                                                       |                  |
| 19  | Trường Đại học Nông Lâm TP.HCM                           | NLU          | NLS           | Đa ngành (Thế mạnh về Nông - Lâm - Ngư nghiệp và Thú y)              | 1955      | TP. Thủ Đức       |                                                                                        |                                                       |                  |
| 20  | Trường Đại học Quốc tế (ĐHQG TP.HCM)                     | HCMIU        | QSQ           | Đa ngành định hướng quốc tế                                          | 2003      | TP. Thủ Đức       | Quận 3                                                                                 |                                                       | ✓                |
| 21  | Trường Đại học Sài Gòn                                   | SGU          | SGD           | Đa ngành                                                             | 1972      | Quận 5            | Quận 1, Quận 3, Quận 7                                                                 |                                                       |                  |
| 22  | Trường Đại học Sân khấu – Điện ảnh TP.HCM                | SKDAHCM      | DSD           | Nghệ thuật sân khấu                                                  | 1998      | Quận 1            |                                                                                        |                                                       |                  |
| 23  | Trường Đại học Sư phạm Kỹ thuật TP.HCM                   | HCMUTE       | SPK           | Đa ngành (Thế mạnh về Khoa học Kỹ thuật)                             | 1962      | TP. Thủ Đức       |                                                                                        |                                                       | ✓                |
| 24  | Trường Đại học Sư phạm Thể dục Thể thao                  | UPES         | STS           | Sư phạm thể thao                                                     | 1976      | Quận 5            |                                                                                        |                                                       |                  |
| 25  | Trường Đại học Sư phạm TP.HCM                            | HCMUE        | SPS           | Sư phạm                                                              | 1957      | Quận 5            | Quận 3, Quận 1, TP. Thuận An                                                           |                                                       |                  |
| 26  | Trường Đại học Thể dục Thể thao TP. HCM                  | USH          | TDS           | Thể thao                                                             | 1976      | TP. Thủ Đức       |                                                                                        |                                                       |                  |
| 27  | Phân hiệu Trường Đại học Thủy lợi                        | TLUS         | TLS           | Thủy lợi                                                             | 1976      | Quận Bình Thạnh   |                                                                                        |                                                       |                  |
| 28  | Trường Đại học Trần Đại Nghĩa                            | TDNU         | VPH, ZPH      | Kỹ thuật quân sự                                                     | 1975      | Quận Gò Vấp       |                                                                                        |                                                       |                  |
| 29  | Trường Đại học Tài chính – Marketing                     | UFM          | DMS           | Kinh tế, Tài chính và Kinh doanh Quản lý                             | 1976      | Quận Phú Nhuận    | Quận 7, Quận Tân Bình, TP. Thủ Đức                                                     |                                                       | ✓                |
| 30  | Trường Đại học Tài nguyên và Môi trường                  | HCMUNRE      | DTM           | Đa ngành (Thế mạnh về Quản lý Tài nguyên - Môi trường)               | 1976      | Quận Tân Bình     | TP. Biên Hòa, Quận 10                                                                  |                                                       |                  |
| 31  | Trường Đại học Tôn Đức Thắng                             | TDTU         | DTT           | Đa ngành                                                             | 1997      | Quận 7            | Quận Bình Thạnh (Ban Cao đẳng), TP. Long Xuyên, TP. Cà Mau, TP. Bảo Lộc, TP. Nha Trang |                                                       | ✓                |
| 32  | Trường Đại học Văn hóa TP.HCM                            | HUC          | VHS           | Văn hóa và du lịch                                                   | 1976      | TP. Thủ Đức       | TP. Thủ Đức                                                                            |                                                       |                  |
| 33  | Trường Đại học Việt - Đức                                | VGU          | VGU           | Đa ngành (Thế mạnh về Kỹ thuật Công nghiệp theo tiêu chuẩn CHLB Đức) | 2008      | TP. Bến Cát       | Quận 3, TP. Thủ Đức                                                                    |                                                       | ✓                |
| 34  | Đại học Y Dược TP.HCM                                    | UMP          | YDS           | Y và Dược                                                            | 1947      | Quận 5            | Quận 1, Quận 8, Quận Phú Nhuận                                                         |                                                       | ✓                |
| 35  | Trường Đại học Y khoa Phạm Ngọc Thạch                    | PNT          | TYS           | Y và Dược                                                            | 1988      | Quận 10           |                                                                                        |                                                       | ✓                |
| 36  | Khoa Y (ĐHQG TP.HCM)                                     | QSY          | QSY           | Y và Dược                                                            | 2009      | TP. Thủ Đức       | TP. Dĩ An                                                                              |                                                       | ✓                |
| 37  | Khoa Chính trị - Hành chính (ĐHQG TP.HCM)                | SPAS         | QSH           | Khoa học chính trị, Quản trị và quản lý                              | 2018      | TP. Thủ Đức       | TP. Thủ Đức                                                                            |                                                       |                  |

## Danh sách các học viện
| STT | Tên học viện                                              | Tên viết tắt | Mã tuyển sinh | Nhóm ngành đào tạo                                                                       | Thành lập | Trụ sở          | Cơ sở                       | Website |
| --- | --------------------------------------------------------- | ------------ | ------------- | ---------------------------------------------------------------------------------------- | --------- | --------------- | --------------------------- | ------- |
| 1   | Học viện Cán bộ Thành phố Hồ Chí Minh                     | HCA          | HVC           | Luật - Quản lý nhà nước - Xây dựng Đảng và chính quyền - Chính trị học - Công tác xã hội | 1965      | Quận Bình Thạnh | Quận 3                      |         |
| 2   | Học viện Công nghệ Bưu chính Viễn thông (cơ sở 2)         | PTIT         | BVS           | Kinh tế, Viễn thông và Điện tử                                                           | 1953      | Quận 1          | TP. Thủ Đức                 |         |
| 3   | Học viện Hàng không Việt Nam                              | VAA          | HHK           | Hàng không                                                                               | 2006      | Quận Phú Nhuận  | Quận Tân Bình, TP. Cam Ranh |         |
| 4   | Phân hiệu Học viện Hành chính và Quản trị công tại TP.HCM | APAG         | HCH           | Quản lý nhà nước                                                                         | 1952      | Quận 10         | Quận Gò Vấp                 |         |
| 5   | Phân hiệu Học viện Kỹ thuật Mật mã tại TP.HCM             | ACT          | KMA           | Thế mạnh về An toàn thông tin                                                            | 1995      | Quận Tân Bình   |                             |         |
| 6   | Học viện Kỹ thuật Quân sự (cơ sở 3)                       | MTA          | KQH           | Kỹ thuật                                                                                 | 1966      | Quận Tân Bình   |                             |         |
| 7   | Nhạc viện TP.HCM                                          | HCMCONS      | NVS           | Âm nhạc                                                                                  | 1956      | Quận 1          |                             |         |
| 8   | Phân hiệu Học viện Thanh thiếu niên Việt Nam tại TP.HCM   | VYA          | HTN           | Công tác thanh thiếu niên                                                                | 1976      | TP. Thủ Đức     |                             |         |

## Danh sách các trường đại học tư thục
| STT | Tên trường đại học                         | Tên viết tắt | Mã tuyển sinh | Nhóm ngành đào tạo                        | Thành lập | Trụ sở          | Website                                              |
| --- | ------------------------------------------ | ------------ | ------------- | ----------------------------------------- | --------- | --------------- | ---------------------------------------------------- |
| 1   | Trường Đại học Hoa Sen                     | HSU          | HSU           | Đa ngành                                  | 1991      | Quận 1          |                                                      |
| 2   | Trường Đại học Ngoại ngữ – Tin học TP.HCM  | HUFLIT       | DNT           | Đa ngành                                  | 1992      | Quận 10         |                                                      |
| 3   | Trường Đại học Hùng Vương TP.HCM           | DHV          | DHV           | Đa ngành                                  | 1993      | Quận 5          |                                                      |
| 4   | Trường Đại học Văn Lang                    | VLU          | DVL           | Đa ngành                                  | 1995      | Quận 1          |                                                      |
| 5   | Trường Đại học Công nghệ TP.HCM            | HUTECH       | DKC           | Đa ngành                                  | 1995      | Quận Bình Thạnh |                                                      |
| 6   | Trường Đại học Quốc tế Hồng Bàng           | HIU          | HIU           | Đa ngành                                  | 1997      | Quận Bình Thạnh |                                                      |
| 7   | Trường Đại học Văn Hiến                    | VHU          | DVH           | Đa ngành                                  | 1997      | Quận 3          | Lưu trữ ngày 10 tháng 9 năm 2024 tại Wayback Machine |
| 8   | Trường Đại học Công nghệ Sài Gòn           | STU          | DSG           | Đa ngành                                  | 1997      | Quận 8          |                                                      |
| 9   | Trường Đại học Nguyễn Tất Thành            | NTTU         | NTT           | Đa ngành                                  | 1999      | Quận 4          |                                                      |
| 10  | Trường Đại học FPT                         | FPT          | FPT           | Đa ngành                                  | 2006      | TP. Thủ Đức     |                                                      |
| 11  | Trường Đại học Gia Định                    | GDU          | GDU           | Đa ngành                                  | 2007      | Quận 7          |                                                      |
| 12  | Trường Đại học Kinh tế – Tài chính         | UEF          | UEF           | Kinh tế, Tài chính và Kinh doanh Quản lý  | 2007      | Quận Bình Thạnh |                                                      |
| 13  | Trường Đại học Quốc tế Sài Gòn             | SIU          | SIU           | Đa ngành                                  | 2007      | TP. Thủ Đức     |                                                      |
| 14  | Trường Đại học Quản lý và Công nghệ TP.HCM | UMT          | UMT           | Kinh doanh Quản lý và Công nghệ thông tin | 2021      | TP. Thủ Đức     | [59]                                                 |
| 15  | Trường Kinh doanh Sài Gòn                  | SBS          | SBS           | Đa ngành                                  | 2022      | Quận 7          | [60]                                                 |

## Danh sách trường đại học do nước ngoài quản lý
| STT | Tên trường đại học                         | Tên tiếng Anh                              | Tên viết tắt               | Nhóm ngành đào tạo | Thành lập | Trụ sở                             | Cơ sở          | Website |
| --- | ------------------------------------------ | ------------------------------------------ | -------------------------- | ------------------ | --------- | ---------------------------------- | -------------- | ------- |
| 1   | Đại học RMIT Việt Nam                      | RMIT University Vietnam                    | RUVN                       | Đa ngành           | 2000      | Melbourne, Victoria (Úc)           | Quận 7         | [61]    |
| 2   | Đại học Fulbright Việt Nam                 | Fulbright University Vietnam               | FUV                        | Đa ngành           | 2016      | Needham, Massachusetts (Hoa Kỳ)    | Quận 7         | [62]    |
| 3   | Đại học Quốc Tế Pacific Vietnam University | Pacific Vietnam University                 | Pacific Vietnam University | Đa ngành           | 2012      | USA, California ( HCM City)        | Quận Phú Nhuận | [63]    |
| 4   | Đại học Greenwich Việt Nam                 | University Of Greenwich Vietnam            | Greenwich Vietnam          | Đa ngành           | 2009      | Greenwich, London (Vương quốc Anh) | Quận Tân Bình  | [64]    |
| 5   | Đại học Swinburne Việt Nam (Cơ sở TP.HCM)  | Swinburne University of Technology Vietnam | Swinburne Vietnam          | Đa ngành           | 2021      | Swinburne (Úc)                     | Quận Tân Bình  | [65]    |